# Будинок на вулиці Дорошенка, 47 (Львів)
Будинок за адресою вулиця Дорошенка, 47 у Львові — багатоквартирний житловий п'ятиповерховий будинок. Пам'ятка архітектури місцевого значення № 2106.

## Історія
Будинок побудовано 1936 року, відповідний проект розробив архітектор Генрик Зандіг, на замовлення Юзефа та Станіслави Раухів. З приходом радянської влади у будинок засилилася комуністична еліта, оскільки цей район вважався престижним у Львові.

## Архітектура
П'ятиповерховий будинок, мурований з цегли, тинькований, зведений у стилі конструктивізм. Зовнішнє планування прямокутне, внутрішнє розміщення кімнат секційного типу. По центральній осі фасаду, головний вхід втоплений у площину стіни. Головний фасад будинку асиметричний, ліва частина будинку виділена виступом сходової клітки на головному фасаді, з заокругленим лівим кутом лівого. З правої часини будинку виступають балкони на рівні усіх поверхів крім першого. Перший поверх вкритий декоративним рустом. Завершується будинок лінійним карнизом.